# Serie B (Italia) 2024-25
La Serie B 2024-25 (denominada Serie BKT por motivos de patrocinio) fue la nonagésima tercera edición de la segunda máxima competición futbolística de Italia.
Un total de 20 equipos participaron en la competición, incluyendo 13 equipos de la temporada anterior, 3 provenientes de la Serie A 2023-24 y 4 provenientes de la Serie C 2023-24. El torneo comenzó el 16 de agosto de 2024 y terminó en junio de 2025, tras la disputa de la eliminatoria por el tercer ascenso a la Serie A y el play-off por el cuarto descenso a la Serie C.

## Relevos
Los nuevos equipos para la Serie B 2024-25, comenzaron a aparecer muy temprano, cuando el Cesena obtuvo su lugar el 30 de marzo de 2024 (siendo el primer equipo, en ascender tan temprano, en una sola temporada), marcando el regreso del club a la segunda división italiana, tras seis años de ausencia. Unos días más tarde, Mantova y Juve Stabia también regresaron a la segunda categoría, después de 14 y 4 años de ausencia, respectivamente. El 9 de junio de 2024, el Carrarese logró el último cupo de ascenso, tras ganar el play-off de la Serie C, por lo que el equipo toscano, regresará a la Serie B luego de 76 años de ausencia.
El 26 de abril de 2024, Salernitana descendió a la Serie B, después de tres años en la Serie A. Les siguió los pasos el Sassuolo, que descendió a la Serie B, el 19 de mayo de 2024, tras 11 años en la máxima categoría y el Frosinone, caído en el último partido de la temporada el 26 de mayo de 2024, después de sólo un año en la máxima categoría.
| Pos.  | Ascendidos a Serie A |
| ----- | -------------------- |
| 1.º   | Parma                |
| 2.º   | Como                 |
| Prom. | Venezia              |

| Pos.  | Descendidos a Serie C |
| ----- | --------------------- |
| Prom. | Ternana               |
| 18.º  | Ascoli                |
| 19.º  | Feralpisalò           |
| 20.º  | Lecco                 |

| Pos.       | Ascendidos de Serie C |
| ---------- | --------------------- |
| 1.º (G. A) | Mantova               |
| 1.º (G. B) | Cesena                |
| 1.º (G. C) | Juve Stabia           |
| Prom.      | Carrarese             |

| Pos. | Descendidos de Serie A |
| ---- | ---------------------- |
| 18.º | Frosinone              |
| 19.º | Sassuolo               |
| 20.º | Salernitana            |

## Información
| Equipo      | Ciudad                  | Entrenador           | Capitán            | Estadio                                   | Capacidad | Proveedor   | Patrocinador (Pecho)         | Patrocinador (Manga)           |
| ----------- | ----------------------- | -------------------- | ------------------ | ----------------------------------------- | --------- | ----------- | ---------------------------- | ------------------------------ |
| Bari        | Bari                    | Moreno Longo         | Valerio Di Cesare  | Estadio San Nicola                        | 58 270    | Kappa       | Molino Casillo               | MV Line                        |
| Brescia     | Brescia                 | Rolando Maran        | Dimitri Bisoli     | Estadio Mario Rigamonti                   | 19 500    | Kappa       | TBC                          | TBC                            |
| Carrarese   | Carrara                 | Antonio Calabro      | Nicolás Schiavi    | Estadio dei Marmi                         | 9 500     |             |                              |                                |
| Catanzaro   | Catanzaro               | Fabio Caserta        | Pietro Iemmello    | Stadio Nicola Ceravolo                    | 14 650    | EYE Sport   | Coop                         | Wüber                          |
| Cesena      | Cesena                  | Michele Mignani      | Francesco De Rose  | Estadio Dino Manuzzi                      | 23 860    |             |                              |                                |
| Cittadella  | Cittadella              | Alessandro Dal Canto | Simone Branca      | Stadio Pier Cesare Tombolato              | 7 623     | Erreà       | Sirmax                       | Stylplex                       |
| Cosenza     | Cosenza                 | Massimiliano Alvini  | Alessandro Micai   | Stadio San Vito-Gigi Marulla              | 20 987    | Nike        | Salumi di Calabria           | Gruppo Malizia                 |
| Cremonese   | Cremona                 | Giovanni Stroppa     | Daniel Ciofani     | Estadio Giovanni Zini                     | 15 191    | Acerbis     | Ilta Inox                    | Gruppo Mauro Saviola           |
| Frosinone   | Frosinone               | Paolo Bianco         | Luca Mazzitelli    | Estadio Benito Stirpe                     | 16 227    | Zeus Sport  | Banca Popolare del Frusinate | Polsinelli Enologia            |
| Juve Stabia | Castellammare di Stabia | Guido Pagliuca       | Alberto Gerbo      | Stadio Romeo Menti                        | 12 800    |             |                              |                                |
| Mantova     | Mantua                  | Davide Possanzini    | Salvatore Burrai   | Stadio Danilo Martelli                    | 14 884    |             |                              |                                |
| Modena      | Módena                  | Pierpaolo Bisoli     | Antonio Pergreffi  | Estadio Alberto Braglia                   | 21 151    | New Balance | Kerakoll                     | SAU                            |
| Palermo     | Palermo                 | Alessio Dionisi      | Matteo Brunori     | Estadio Renzo Barbera                     | 36 365    | Puma        | Decò                         | A29 Energy Service Company     |
| Pisa        | Pisa                    | Filippo Inzaghi      | Marius Marin       | Arena Garibaldi – Stadio Romeo Anconetani | 14 000    | Adidas      | Cetilar                      | Hi-turf Solution               |
| Reggiana    | Reggio Emilia           | Davide Dionigi       | Paolo Rozzio       | MAPEI Stadium - Città del Tricolore       | 21 525    | Macron      | Immergas                     | FIAT Autostile                 |
| Salernitana | Salerno                 | Pasquale Marino      | Federico Fazio     | Estadio Arechi                            | 37 180    | Zeus Sport  | CIVITUS                      | Università degli Studi eCampus |
| Sampdoria   | Génova                  | Alberico Evani       | Nicola Murru       | Estadio Luigi Ferraris                    | 33 205    | Macron      | Banca Ifis                   | IBSA Group                     |
| Sassuolo    | Sassuolo                | Fabio Grosso         | Gian Marco Ferrari | MAPEI Stadium - Città del Tricolore       | 21 525    | Puma        | Mapei                        |                                |
| Spezia      | La Spezia               | Luca D'Angelo        | Dimitris Nikolaou  | Estadio Alberto Picco                     | 11 968    | Acerbis     | Distretti Ecologici          | Recrowd                        |
| Südtirol    | Bolzano                 | Fabrizio Castori     | Fabian Tait        | Estadio Druso                             | 5 539     | Mizuno      | South Tyrol                  | TopHaus                        |

### Cambios de entrenadores
| Equipo      | Entrenador (Jornadas)          | Fecha de vacante        | Tipo de salida | Posición en la tabla | Entrenador entrante   | Fecha de nombramiento   |
| ----------- | ------------------------------ | ----------------------- | -------------- | -------------------- | --------------------- | ----------------------- |
| Salernitana | Andrea Sottil                  | 2 de julio de 2024      | Dimisión       | Pretemporada         | Giovanni Martusciello | 4 de julio de 2024      |
| Sampdoria   | Andrea Pirlo (1 - 3)           | 29 de agosto de 2024    | Destituido     | 19º                  | Andrea Sottil         | 29 de agosto de 2024    |
| Cremonese   | Giovanni Stroppa (1 - 8)       | 8 de octubre de 2024    | Destituido     | 7º                   | Eugenio Corini        | 9 de octubre de 2024    |
| Cittadella  | Edoardo Gorini (1 - 8)         | 11 de octubre de 2024   | Destituido     | 18º                  | Alessandro Dal Canto  | 14 de octubre de 2024   |
| Frosinone   | Vincenzo Vivarini (1 - 9)      | 22 de octubre de 2024   | Destituido     | 20º                  | Leandro Greco         | 22 de octubre de 2024   |
| Südtirol    | Federico Valente (1 - 12)      | 4 de noviembre de 2024  | Destituido     | 16º                  | Marco Zaffaroni       | 4 de noviembre de 2024  |
| Cremonese   | Eugenio Corini (1 - 13)        | 11 de noviembre de 2024 | Destituido     | 5º                   | Giovanni Stroppa      | 11 de noviembre de 2024 |
| Salernitana | Giovanni Martusciello (1 - 13) | 11 de noviembre de 2024 | Destituido     | 17º                  | Stefano Colantuono    | 11 de noviembre de 2024 |
| Südtirol    | Marco Zaffaroni (13 - 16)      | 7 de diciembre de 2024  | Destituido     | 19º                  | Fabrizio Castori      | 8 de diciembre de 2024  |
| Sampdoria   | Andrea Sottil (4 - 16)         | 9 de diciembre de 2024  | Destituido     | 15º                  | Leonardo Semplici     | 11 de diciembre de 2024 |
| Brescia     | Rolando Maran (1 - 16)         | 9 de diciembre de 2024  | Destituido     | 10º                  | Pierpaolo Bisoli      | 10 de diciembre de 2024 |
| Salernitana | Stefano Colantuono (14 - 20)   | 30 de diciembre de 2024 | Destituido     | 18º                  | Roberto Breda         | 3 de enero de 2025      |
| Brescia     | Pierpaolo Bisoli (17 - 23)     | 28 de enero de 2025     | Destituido     | 15º                  | Rolando Maran         | 28 de enero de 2025     |
| Frosinone   | Leandro Greco (10 - 26)        | 17 de febrero de 2025   | Destituido     | 19º                  | Paolo Bianco          | 18 de febrero de 2025   |
| Cosenza     | Massimiliano Alvini (1 - 27)   | 26 de febrero de 2025   | Destituido     | 20º                  | Pierantonio Tortelli  | 26 de febrero de 2025   |
| Cosenza     | Pierantonio Tortelli (28 - 31) | 30 de marzo de 2025     | Destituido     | 20º                  | Massimiliano Alvini   | 30 de marzo de 2025     |
| Reggiana    | William Viali (1 - 31)         | 30 de marzo de 2025     | Destituido     | 18º                  | Davide Dionigi        | 30 de marzo de 2025     |
| Sampdoria   | Leonardo Semplici (17 - 32)    | 7 de abril de 2025      | Destituido     | 18º                  | Alberico Evani        | 7 de abril de 2025      |
| Salernitana | Roberto Breda (21 - 32)        | 7 de abril de 2025      | Destituido     | 19º                  | Pasquale Marino       | 7 de abril de 2025      |

## Localización
| Emilia-Romaña        | 4 | Cesena, Modena, Reggiana y Sassuolo | |
| Lombardía            | 3 | Brescia, Cremonese y Mantova        | Bari Brescia Carrarese Catanzaro Cesena Cittadella Cosenza Cremonese Frosinone Juve Stabia Mantova Modena Palermo Pisa Reggiana Salernitana Sampdoria Sassuolo Spezia Südtirol |
| Calabria             | 2 | Catanzaro y Cosenza                 | Bari Brescia Carrarese Catanzaro Cesena Cittadella Cosenza Cremonese Frosinone Juve Stabia Mantova Modena Palermo Pisa Reggiana Salernitana Sampdoria Sassuolo Spezia Südtirol |
| Campania             | 2 | Juve Stabia y Salernitana           | Bari Brescia Carrarese Catanzaro Cesena Cittadella Cosenza Cremonese Frosinone Juve Stabia Mantova Modena Palermo Pisa Reggiana Salernitana Sampdoria Sassuolo Spezia Südtirol |
| Liguria              | 2 | Sampdoria y Spezia                  | Bari Brescia Carrarese Catanzaro Cesena Cittadella Cosenza Cremonese Frosinone Juve Stabia Mantova Modena Palermo Pisa Reggiana Salernitana Sampdoria Sassuolo Spezia Südtirol |
| Toscana              | 2 | Carrarese y Pisa                    | Bari Brescia Carrarese Catanzaro Cesena Cittadella Cosenza Cremonese Frosinone Juve Stabia Mantova Modena Palermo Pisa Reggiana Salernitana Sampdoria Sassuolo Spezia Südtirol |
| Apulia               | 1 | Bari                                | Bari Brescia Carrarese Catanzaro Cesena Cittadella Cosenza Cremonese Frosinone Juve Stabia Mantova Modena Palermo Pisa Reggiana Salernitana Sampdoria Sassuolo Spezia Südtirol |
| Lacio                | 1 | Frosinone                           | Bari Brescia Carrarese Catanzaro Cesena Cittadella Cosenza Cremonese Frosinone Juve Stabia Mantova Modena Palermo Pisa Reggiana Salernitana Sampdoria Sassuolo Spezia Südtirol |
| Sicilia              | 1 | Palermo                             | Bari Brescia Carrarese Catanzaro Cesena Cittadella Cosenza Cremonese Frosinone Juve Stabia Mantova Modena Palermo Pisa Reggiana Salernitana Sampdoria Sassuolo Spezia Südtirol |
| Trentino-Alto Adigio | 1 | Südtirol                            | Bari Brescia Carrarese Catanzaro Cesena Cittadella Cosenza Cremonese Frosinone Juve Stabia Mantova Modena Palermo Pisa Reggiana Salernitana Sampdoria Sassuolo Spezia Südtirol |
| Véneto               | 1 | Cittadella                          | Bari Brescia Carrarese Catanzaro Cesena Cittadella Cosenza Cremonese Frosinone Juve Stabia Mantova Modena Palermo Pisa Reggiana Salernitana Sampdoria Sassuolo Spezia Südtirol |

## Desarrollo

### Clasificación
| Pos. | Equipo          | Pts. | PJ | G  | E  | P  | GF | GC | Dif. | Clasificación 2025-26                  |
| ---- | --------------- | ---- | -- | -- | -- | -- | -- | -- | ---- | -------------------------------------- |
| 1    | Sassuolo (A, C) | 82   | 38 | 25 | 7  | 6  | 78 | 38 | +40  | Ascenso a la Serie A                   |
| 2    | Pisa (A)        | 76   | 38 | 23 | 7  | 8  | 64 | 36 | +28  | Ascenso a la Serie A                   |
| 3    | Spezia          | 66   | 38 | 17 | 15 | 6  | 59 | 33 | +26  | Play-offs (semifinal) para la Serie A  |
| 4    | Cremonese (A)   | 61   | 38 | 16 | 13 | 9  | 62 | 44 | +18  | Play-offs (semifinal) para la Serie A  |
| 5    | Juve Stabia     | 55   | 38 | 14 | 13 | 11 | 42 | 41 | +1   | Play-offs (preliminar) para la Serie A |
| 6    | Catanzaro       | 53   | 38 | 11 | 20 | 7  | 51 | 45 | +6   | Play-offs (preliminar) para la Serie A |
| 7    | Cesena          | 53   | 38 | 14 | 11 | 13 | 46 | 47 | −1   | Play-offs (preliminar) para la Serie A |
| 8    | Palermo         | 52   | 38 | 14 | 10 | 14 | 52 | 43 | +9   | Play-offs (preliminar) para la Serie A |
| 9    | Bari            | 48   | 38 | 10 | 18 | 10 | 41 | 40 | +1   |                                        |
| 10   | Südtirol        | 46   | 38 | 12 | 10 | 16 | 50 | 57 | −7   |                                        |
| 11   | Modena          | 45   | 38 | 10 | 15 | 13 | 48 | 50 | −2   |                                        |
| 12   | Carrarese       | 45   | 38 | 11 | 12 | 15 | 39 | 49 | −10  |                                        |
| 13   | Reggiana        | 44   | 38 | 11 | 11 | 16 | 42 | 52 | −10  |                                        |
| 14   | Mantova         | 44   | 38 | 10 | 14 | 14 | 47 | 56 | −9   |                                        |
| 15   | Frosinone       | 43   | 38 | 9  | 16 | 13 | 37 | 50 | −13  |                                        |
| 16   | Salernitana (D) | 42   | 38 | 11 | 9  | 18 | 37 | 47 | −10  | Play-offs para la Serie C              |
| 17   | Sampdoria (O)   | 41   | 38 | 8  | 17 | 13 | 38 | 49 | −11  | Play-offs para la Serie C              |
| 18   | Brescia (D)     | 39   | 38 | 9  | 16 | 13 | 42 | 48 | −6   | Descenso a la Serie C                  |
| 19   | Cittadella (D)  | 39   | 38 | 10 | 9  | 19 | 30 | 56 | −26  | Descenso a la Serie C                  |
| 20   | Cosenza (D)     | 30   | 38 | 7  | 13 | 18 | 32 | 56 | −24  | Descenso a la Serie C                  |

Actualizado a los partidos jugados el 2 de junio de 2025.
 Fuente: Serie B
Criterios de clasificación: Puntos · Enfrentamientos directos · Diferencia de goles en enfrentamientos directos · Diferencia de goles · Goles a favor
Notas:
1. 1 2  Si el equipo en tercer lugar termina 15 o más puntos por delante del equipo en cuarto lugar, no se juegan los play-offs de ascenso y el equipo en tercer lugar asciende a la Serie A.
2. ↑  Si el equipo clasificado en el puesto 16 termina 5 o más puntos por delante del equipo clasificado en el puesto 17, entonces no se juega la eliminatoria de descenso y el equipo clasificado en el puesto 17 es relegado a la Serie C.
3. ↑  El Brescia fue penalizado con la quita de cuatro puntos debido a irregularidades relacionadas con el pago de salarios, al producirse una vez finalizada la temporada, la sanción implicó el descenso del club al quedar en la decimoctava posición.[39]
4. ↑  El Cosenza fue penalizado con la quita de cuatro puntos por diversas irregularidades administrativas.[40]

### Evolución de la clasificación
| Equipo      | 01 | 02 | 03 | 04 | 05 | 06 | 07 | 08 | 09 | 10 | 11 | 12 | 13 | 14 | 15 | 16 | 17 | 18 | 19 | 20 | 21 | 22 | 23 | 24 | 25 | 26 | 27 | 28 | 29 | 30 | 31 | 32 | 33 | 34 | 35 | 36 | 37 | 38 |
| Equipo      |    |    |    |    |    |    |    |    |    |    |    |    |    |    |    |    |    |    |    |    |    |    |    |    |    |    |    |    |    |    |    |    |    |    |    |    |    |    |
| ----------- | -- | -- | -- | -- | -- | -- | -- | -- | -- | -- | -- | -- | -- | -- | -- | -- | -- | -- | -- | -- | -- | -- | -- | -- | -- | -- | -- | -- | -- | -- | -- | -- | -- | -- | -- | -- | -- | -- |
| Sassuolo    | 14 | 7  | 7  | 13 | 7  | 3  | 4  | 3  | 3  | 2  | 2  | 2  | 2  | 1  | 1  | 1  | 1  | 1  | 1  | 1  | 1  | 1  | 1  | 1  | 1  | 1  | 1  | 1  | 1  | 1  | 1  | 1  | 1  | 1  | 1  | 1  | 1  | 1  |
| Pisa        | 9  | 2  | 6  | 1  | 1  | 1  | 1  | 1  | 1  | 1  | 1  | 1  | 1  | 3  | 2  | 2  | 2  | 3  | 2  | 2  | 2  | 2  | 2  | 2  | 2  | 2  | 2  | 2  | 2  | 2  | 2  | 2  | 2  | 2  | 2  | 2  | 2  | 2  |
| Spezia      | 12 | 5  | 8  | 3  | 3  | 2  | 2  | 2  | 2  | 3  | 3  | 3  | 3  | 2  | 3  | 3  | 3  | 2  | 3  | 3  | 3  | 3  | 3  | 3  | 3  | 3  | 3  | 3  | 3  | 3  | 3  | 3  | 3  | 3  | 3  | 3  | 3  | 3  |
| Cremonese   | 18 | 14 | 14 | 7  | 8  | 4  | 8  | 7  | 4  | 4  | 4  | 5  | 5  | 5  | 4  | 5  | 4  | 5  | 4  | 4  | 4  | 4  | 4  | 4  | 4  | 4  | 5  | 5  | 4  | 4  | 4  | 4  | 4  | 4  | 4  | 4  | 4  | 4  |
| Juve Stabia | 1  | 3  | 2  | 2  | 5  | 14 | 7  | 4  | 5  | 6  | 6  | 6  | 9  | 9  | 9  | 7  | 6  | 4  | 5  | 5  | 5  | 6  | 5  | 7  | 6  | 6  | 6  | 7  | 7  | 6  | 6  | 5  | 5  | 5  | 5  | 5  | 5  | 5  |
| Catanzaro   | 13 | 15 | 18 | 12 | 13 | 16 | 16 | 16 | 16 | 11 | 11 | 11 | 11 | 11 | 11 | 9  | 8  | 8  | 7  | 6  | 6  | 7  | 6  | 5  | 5  | 5  | 4  | 4  | 5  | 5  | 5  | 6  | 6  | 7  | 7  | 6  | 6  | 6  |
| Cesena      | 2  | 9  | 3  | 8  | 9  | 10 | 5  | 8  | 13 | 8  | 8  | 4  | 4  | 4  | 5  | 6  | 5  | 6  | 6  | 10 | 10 | 9  | 9  | 10 | 8  | 8  | 8  | 6  | 6  | 7  | 8  | 8  | 9  | 10 | 10 | 9  | 8  | 7  |
| Palermo     | 19 | 20 | 16 | 15 | 11 | 12 | 6  | 9  | 7  | 5  | 5  | 8  | 7  | 7  | 7  | 8  | 9  | 12 | 9  | 11 | 8  | 5  | 8  | 8  | 9  | 9  | 9  | 8  | 8  | 9  | 7  | 7  | 7  | 6  | 6  | 7  | 7  | 8  |
| Bari        | 20 | 19 | 20 | 19 | 16 | 9  | 10 | 12 | 11 | 10 | 10 | 10 | 6  | 6  | 6  | 4  | 7  | 7  | 8  | 7  | 7  | 8  | 7  | 6  | 7  | 7  | 7  | 9  | 9  | 8  | 9  | 9  | 8  | 8  | 8  | 8  | 9  | 9  |
| Südtirol    | 4  | 1  | 5  | 10 | 4  | 7  | 12 | 6  | 9  | 14 | 13 | 16 | 18 | 17 | 19 | 19 | 19 | 17 | 20 | 19 | 18 | 19 | 17 | 17 | 18 | 17 | 17 | 16 | 11 | 11 | 14 | 14 | 15 | 13 | 11 | 11 | 10 | 10 |
| Modena      | 17 | 11 | 10 | 14 | 15 | 8  | 13 | 13 | 15 | 17 | 17 | 19 | 14 | 15 | 14 | 14 | 10 | 9  | 10 | 9  | 11 | 12 | 12 | 9  | 10 | 10 | 10 | 10 | 10 | 10 | 10 | 10 | 10 | 9  | 9  | 10 | 11 | 11 |
| Carrarese   | 15 | 18 | 13 | 17 | 18 | 19 | 20 | 17 | 17 | 15 | 14 | 12 | 16 | 13 | 16 | 11 | 12 | 10 | 11 | 8  | 9  | 11 | 13 | 14 | 16 | 11 | 11 | 12 | 13 | 12 | 11 | 11 | 11 | 11 | 12 | 12 | 13 | 12 |
| Reggiana    | 10 | 6  | 1  | 4  | 10 | 11 | 11 | 14 | 8  | 12 | 15 | 13 | 15 | 16 | 17 | 12 | 14 | 15 | 14 | 12 | 12 | 14 | 10 | 12 | 13 | 14 | 13 | 13 | 15 | 15 | 18 | 17 | 19 | 18 | 16 | 13 | 12 | 13 |
| Mantova     | 8  | 4  | 9  | 5  | 12 | 5  | 9  | 11 | 10 | 13 | 12 | 15 | 10 | 10 | 10 | 13 | 13 | 11 | 12 | 14 | 14 | 10 | 11 | 13 | 15 | 15 | 16 | 17 | 17 | 18 | 16 | 13 | 13 | 14 | 13 | 14 | 14 | 14 |
| Brescia     | 5  | 13 | 15 | 11 | 2  | 6  | 3  | 5  | 6  | 9  | 9  | 7  | 8  | 8  | 8  | 10 | 11 | 13 | 13 | 13 | 13 | 13 | 15 | 11 | 12 | 13 | 12 | 14 | 14 | 17 | 13 | 16 | 14 | 16 | 15 | 16 | 15 | 15 |
| Frosinone   | 7  | 16 | 17 | 16 | 19 | 20 | 18 | 19 | 20 | 20 | 20 | 20 | 20 | 20 | 18 | 18 | 18 | 20 | 17 | 17 | 17 | 18 | 19 | 19 | 19 | 19 | 19 | 18 | 18 | 13 | 12 | 12 | 12 | 12 | 14 | 15 | 16 | 16 |
| Salernitana | 3  | 8  | 4  | 9  | 14 | 15 | 15 | 10 | 14 | 16 | 16 | 14 | 17 | 18 | 15 | 16 | 16 | 16 | 18 | 18 | 20 | 17 | 18 | 18 | 17 | 18 | 18 | 19 | 19 | 19 | 19 | 19 | 18 | 15 | 18 | 17 | 18 | 17 |
| Sampdoria   | 11 | 17 | 19 | 18 | 20 | 17 | 14 | 15 | 12 | 7  | 7  | 9  | 12 | 12 | 12 | 15 | 15 | 14 | 15 | 16 | 16 | 16 | 16 | 16 | 14 | 16 | 15 | 15 | 16 | 16 | 17 | 18 | 16 | 17 | 17 | 18 | 17 | 18 |
| Cittadella  | 16 | 12 | 11 | 6  | 6  | 13 | 17 | 18 | 18 | 18 | 19 | 17 | 19 | 19 | 20 | 20 | 20 | 18 | 16 | 15 | 15 | 15 | 14 | 15 | 11 | 12 | 14 | 11 | 12 | 14 | 15 | 15 | 17 | 19 | 19 | 19 | 19 | 19 |
| Cosenza     | 6  | 10 | 12 | 20 | 17 | 18 | 19 | 20 | 19 | 19 | 18 | 18 | 13 | 14 | 13 | 17 | 17 | 19 | 19 | 20 | 19 | 20 | 20 | 20 | 20 | 20 | 20 | 20 | 20 | 20 | 20 | 20 | 20 | 20 | 20 | 20 | 20 | 20 |

(*) Indica la posición del equipo con un partido pendiente
(**) Indica la posición del equipo con dos partidos pendientes
(***) Indica la posición del equipo con tres partidos pendientes
Nota: La jornada 34, programada para jugarse el 21 de abril, fue aplazada al 13 de mayo, después de la semana 38 del calendario, por lo se convirtió de facto en la última jornada de la temporada regular. En consecuencia en esta tabla de evolución de la clasificación se reflejará un retraso en las posiciones con una jornada de diferencia con respecto al calendario real a partir de esta semana de juego.

## Resultados

### Primera vuelta
| Brescia     | 1 – 0 | Palermo     | Mario Rigamonti                     | 16 de agosto | 20:30 |
| Bari        | 1 – 3 | Juve Stabia | San Nicola                          | 17 de agosto | 20:30 |
| Pisa        | 2 – 2 | Spezia      | Arena Garibaldi – Anconetani        | 17 de agosto | 20:30 |
| Salernitana | 2 – 1 | Cittadella  | Arechi                              | 17 de agosto | 20:30 |
| Südtirol    | 2 – 1 | Modena      | Druso                               | 17 de agosto | 20:30 |
| Catanzaro   | 1 – 1 | Sassuolo    | Nicola Ceravolo                     | 18 de agosto | 20:30 |
| Cesena      | 2 – 1 | Carrarese   | Dino Manuzzi                        | 18 de agosto | 20:30 |
| Cosenza     | 1 – 0 | Cremonese   | San Vito-Gigi Marulla               | 18 de agosto | 20:30 |
| Frosinone   | 2 – 2 | Sampdoria   | Benito Stirpe                       | 18 de agosto | 20:30 |
| Reggiana    | 2 – 2 | Mantova     | MAPEI Stadium - Città del Tricolore | 18 de agosto | 20:30 |

| Modena    | 2 – 1 | Bari        | Alberto Braglia                     | 23 de agosto | 20:30 |
| Südtirol  | 3 – 2 | Salernitana | Druso                               | 24 de agosto | 19:30 |
| Brescia   | 0 – 1 | Cittadella  | Mario Rigamonti                     | 24 de agosto | 20:30 |
| Cremonese | 1 – 0 | Carrarese   | Giovanni Zini                       | 24 de agosto | 20:30 |
| Pisa      | 2 – 0 | Palermo     | Arena Garibaldi – Anconetani        | 24 de agosto | 20:30 |
| Sampdoria | 0 – 1 | Reggiana    | Luigi Ferraris                      | 24 de agosto | 20:30 |
| Sassuolo  | 2 – 1 | Cesena      | MAPEI Stadium - Città del Tricolore | 24 de agosto | 20:30 |
| Spezia    | 2 – 1 | Frosinone   | Alberto Picco                       | 24 de agosto | 20:30 |
| Catanzaro | 0 – 0 | Juve Stabia | Nicola Ceravolo                     | 25 de agosto | 20:30 |
| Mantova   | 3 – 2 | Cosenza     | Danilo Martelli                     | 25 de agosto | 20:30 |

| Bari        | 1 – 1 | Sassuolo  | San Nicola                          | 27 de agosto | 20:30 |
| Carrarese   | 2 – 0 | Südtirol  | Dei Marmi                           | 27 de agosto | 20:30 |
| Cittadella  | 0 – 3 | Pisa      | Pier Cesare Tombolato               | 27 de agosto | 20:30 |
| Cremonese   | 0 – 1 | Palermo   | Giovanni Zini                       | 27 de agosto | 20:30 |
| Frosinone   | 1 – 1 | Modena    | Benito Stirpe                       | 27 de agosto | 20:30 |
| Reggiana    | 2 – 0 | Brescia   | MAPEI Stadium - Città del Tricolore | 27 de agosto | 20:30 |
| Salernitana | 3 – 2 | Sampdoria | Arechi                              | 27 de agosto | 20:30 |
| Cesena      | 2 – 0 | Catanzaro | Dino Manuzzi                        | 28 de agosto | 20:30 |
| Cosenza     | 0 – 0 | Spezia    | San Vito-Gigi Marulla               | 28 de agosto | 20:30 |
| Juve Stabia | 1 – 0 | Mantova   | Romeo Menti                         | 28 de agosto | 20:30 |

| Sampdoria | 0 – 0 | Bari        | Luigi Ferraris                      | 31 de agosto    | 18:00 |
| Modena    | 0 – 1 | Cittadella  | Alberto Braglia                     | 31 de agosto    | 20:30 |
| Pisa      | 2 – 1 | Reggiana    | Arena Garibaldi – Anconetani        | 31 de agosto    | 20:30 |
| Sassuolo  | 1 – 4 | Cremonese   | MAPEI Stadium - Città del Tricolore | 31 de agosto    | 20:30 |
| Südtirol  | 1 – 2 | Brescia     | Druso                               | 31 de agosto    | 20:30 |
| Catanzaro | 3 – 1 | Carrarese   | Nicola Ceravolo                     | 1 de septiembre | 20:30 |
| Frosinone | 0 – 0 | Juve Stabia | Benito Stirpe                       | 1 de septiembre | 20:30 |
| Mantova   | 1 – 0 | Salernitana | Danilo Martelli                     | 1 de septiembre | 20:30 |
| Palermo   | 1 – 1 | Cosenza     | Renzo Barbera                       | 1 de septiembre | 20:30 |
| Spezia    | 2 – 1 | Cesena      | Alberto Picco                       | 1 de septiembre | 20:30 |

| Cesena      | 2 – 2 | Modena    | Dino Manuzzi                        | 13 de septiembre | 20:30 |
| Bari        | 2 – 0 | Mantova   | San Nicola                          | 14 de septiembre | 15:00 |
| Brescia     | 4 – 0 | Frosinone | Mario Rigamonti                     | 14 de septiembre | 15:00 |
| Cittadella  | 0 – 0 | Catanzaro | Pier Cesare Tombolato               | 14 de septiembre | 15:00 |
| Cremonese   | 1 – 1 | Spezia    | Giovanni Zini                       | 14 de septiembre | 15:00 |
| Juve Stabia | 1 – 3 | Palermo   | Romeo Menti                         | 14 de septiembre | 15:00 |
| Cosenza     | 2 – 1 | Sampdoria | San Vito-Gigi Marulla               | 15 de septiembre | 15:00 |
| Carrarese   | 0 – 2 | Sassuolo  | Dei Marmi                           | 15 de septiembre | 15:00 |
| Reggiana    | 1 – 3 | Südtirol  | MAPEI Stadium - Città del Tricolore | 15 de septiembre | 15:00 |
| Salernitana | 2 – 3 | Pisa      | Arechi                              | 15 de septiembre | 15:00 |

| Catanzaro | 1 – 2 | Cremonese   | Nicola Ceravolo                     | 20 de septiembre | 20:30 |
| Cosenza   | 0 – 1 | Sassuolo    | San Vito-Gigi Marulla               | 21 de septiembre | 15:00 |
| Palermo   | 0 – 0 | Cesena      | Renzo Barbera                       | 21 de septiembre | 15:00 |
| Pisa      | 2 – 1 | Brescia     | Arena Garibaldi – Anconetani        | 21 de septiembre | 15:00 |
| Reggiana  | 0 – 0 | Salernitana | MAPEI Stadium - Città del Tricolore | 21 de septiembre | 15:00 |
| Sampdoria | 1 – 0 | Südtirol    | Luigi Ferraris                      | 21 de septiembre | 15:00 |
| Modena    | 3 – 0 | Juve Stabia | Alberto Braglia                     | 21 de septiembre | 18:00 |
| Frosinone | 0 – 3 | Bari        | Benito Stirpe                       | 22 de septiembre | 15:00 |
| Mantova   | 1 – 0 | Cittadella  | Danilo Martelli                     | 22 de septiembre | 15:00 |
| Spezia    | 4 – 2 | Carrarese   | Alberto Picco                       | 22 de septiembre | 15:00 |

| Cittadella  | 1 – 2 | Frosinone | Pier Cesare Tombolato               | 27 de septiembre | 20:30 |
| Bari        | 1 – 1 | Cosenza   | San Nicola                          | 28 de septiembre | 15:00 |
| Carrarese   | 0 – 0 | Reggiana  | Dei Marmi                           | 28 de septiembre | 15:00 |
| Sassuolo    | 0 – 0 | Spezia    | MAPEI Stadium - Città del Tricolore | 28 de septiembre | 15:00 |
| Cesena      | 4 – 2 | Mantova   | Dino Manuzzi                        | 29 de septiembre | 15:00 |
| Juve Stabia | 2 – 0 | Pisa      | Romeo Menti                         | 29 de septiembre | 15:00 |
| Modena      | 1 – 3 | Sampdoria | Alberto Braglia                     | 29 de septiembre | 15:00 |
| Salernitana | 0 – 0 | Catanzaro | Arechi                              | 29 de septiembre | 15:00 |
| Südtirol    | 1 – 3 | Palermo   | Druso                               | 30 de septiembre | 19:30 |
| Brescia     | 3 – 2 | Cremonese | Mario Rigamonti                     | 30 de septiembre | 20:30 |

| Sampdoria | 1 – 2 | Juve Stabia | Luigi Ferraris                      | 4 de octubre | 20:30 |
| Frosinone | 0 – 1 | Carrarese   | Benito Stirpe                       | 5 de octubre | 15:00 |
| Pisa      | 3 – 1 | Cesena      | Arena Garibaldi – Anconetani        | 5 de octubre | 15:00 |
| Sassuolo  | 6 – 1 | Cittadella  | MAPEI Stadium - Città del Tricolore | 5 de octubre | 15:00 |
| Spezia    | 1 – 0 | Reggiana    | Alberto Picco                       | 5 de octubre | 15:00 |
| Mantova   | 1 – 1 | Brescia     | Danilo Martelli                     | 6 de octubre | 15:00 |
| Palermo   | 0 – 1 | Salernitana | Renzo Barbera                       | 6 de octubre | 15:00 |
| Cremonese | 1 – 1 | Bari        | Giovanni Zini                       | 6 de octubre | 15:00 |
| Catanzaro | 2 – 2 | Modena      | Nicola Ceravolo                     | 6 de octubre | 15:00 |
| Cosenza   | 0 – 2 | Südtirol    | San Vito-Gigi Marulla               | 6 de octubre | 15:00 |

| Bari        | 1 – 1 | Catanzaro | San Nicola                          | 18 de octubre | 20:30 |
| Cittadella  | 0 – 0 | Cosenza   | Pier Cesare Tombolato               | 19 de octubre | 15:00 |
| Modena      | 2 – 2 | Palermo   | Alberto Braglia                     | 19 de octubre | 15:00 |
| Salernitana | 0 – 2 | Spezia    | Arechi                              | 19 de octubre | 15:00 |
| Südtirol    | 1 – 2 | Pisa      | Druso                               | 19 de octubre | 15:00 |
| Brescia     | 2 – 5 | Sassuolo  | Mario Rigamonti                     | 19 de octubre | 17:15 |
| Juve Stabia | 1 – 2 | Cremonese | Romeo Menti                         | 20 de octubre | 15:00 |
| Carrarese   | 1 – 1 | Mantova   | Dei Marmi                           | 20 de octubre | 15:00 |
| Reggiana    | 2 – 0 | Frosinone | MAPEI Stadium - Città del Tricolore | 20 de octubre | 15:00 |
| Cesena      | 3 – 5 | Sampdoria | Dino Manuzzi                        | 20 de octubre | 17:15 |

| Spezia    | 0 – 0 | Bari        | Alberto Picco                       | 25 de octubre | 20:30 |
| Cesena    | 2 – 0 | Brescia     | Dino Manuzzi                        | 26 de octubre | 15:00 |
| Cosenza   | 1 – 1 | Juve Stabia | San Vito-Gigi Marulla               | 26 de octubre | 15:00 |
| Cremonese | 2 – 1 | Salernitana | Giovanni Zini                       | 26 de octubre | 15:00 |
| Palermo   | 2 – 0 | Reggiana    | Renzo Barbera                       | 26 de octubre | 15:00 |
| Carrarese | 3 – 0 | Cittadella  | Dei Marmi                           | 26 de octubre | 17:15 |
| Sassuolo  | 2 – 0 | Modena      | MAPEI Stadium - Città del Tricolore | 26 de octubre | 17:15 |
| Catanzaro | 3 – 0 | Südtirol    | Nicola Ceravolo                     | 27 de octubre | 15:00 |
| Sampdoria | 1 – 0 | Mantova     | Luigi Ferraris                      | 27 de octubre | 15:00 |
| Frosinone | 0 – 0 | Pisa        | Benito Stirpe                       | 27 de octubre | 15:00 |

| Bari        | 0 – 0 | Carrarese | San Nicola                          | 29 de octubre | 20:30 |
| Brescia     | 1 – 1 | Spezia    | Mario Rigamonti                     | 29 de octubre | 20:30 |
| Juve Stabia | 2 – 2 | Sassuolo  | Romeo Menti                         | 29 de octubre | 20:30 |
| Modena      | 2 – 2 | Cremonese | Alberto Braglia                     | 29 de octubre | 20:30 |
| Reggiana    | 0 – 1 | Cosenza   | MAPEI Stadium - Città del Tricolore | 29 de octubre | 20:30 |
| Salernitana | 1 – 1 | Cesena    | Arechi                              | 29 de octubre | 20:30 |
| Südtirol    | 1 – 1 | Frosinone | Druso                               | 30 de octubre | 19:30 |
| Cittadella  | 0 – 0 | Sampdoria | Pier Cesare Tombolato               | 30 de octubre | 20:30 |
| Mantova     | 0 – 0 | Palermo   | Danilo Martelli                     | 30 de octubre | 20:30 |
| Pisa        | 0 – 0 | Catanzaro | Arena Garibaldi – Anconetani        | 30 de octubre | 20:30 |

| Bari      | 2 – 2 | Reggiana    | San Nicola                          | 2 de noviembre | 15:00 |
| Carrarese | 0 – 0 | Juve Stabia | Dei Marmi                           | 2 de noviembre | 15:00 |
| Spezia    | 1 – 0 | Modena      | Alberto Picco                       | 2 de noviembre | 15:00 |
| Cesena    | 1 – 0 | Südtirol    | Dino Manuzzi                        | 3 de noviembre | 15:00 |
| Cremonese | 1 – 3 | Pisa        | Giovanni Zini                       | 3 de noviembre | 15:00 |
| Palermo   | 0 – 1 | Cittadella  | Renzo Barbera                       | 3 de noviembre | 15:00 |
| Catanzaro | 0 – 0 | Frosinone   | Nicola Ceravolo                     | 3 de noviembre | 15:00 |
| Cosenza   | 1 – 1 | Salernitana | San Vito-Gigi Marulla               | 3 de noviembre | 15:00 |
| Sampdoria | 0 – 1 | Brescia     | Luigi Ferraris                      | 3 de noviembre | 17:15 |
| Sassuolo  | 1 – 0 | Mantova     | MAPEI Stadium - Città del Tricolore | 3 de noviembre | 17:15 |

| Frosinone   | 1 – 1 | Palermo   | Benito Stirpe                       | 8 de noviembre  | 20:30 |
| Brescia     | 2 – 3 | Cosenza   | Mario Rigamonti                     | 9 de noviembre  | 15:00 |
| Modena      | 2 – 0 | Carrarese | Alberto Braglia                     | 9 de noviembre  | 15:00 |
| Pisa        | 3 – 0 | Sampdoria | Arena Garibaldi – Anconetani        | 9 de noviembre  | 15:00 |
| Südtirol    | 0 – 1 | Sassuolo  | Druso                               | 9 de noviembre  | 15:00 |
| Mantova     | 1 – 0 | Cremonese | Danilo Martelli                     | 9 de noviembre  | 17:15 |
| Juve Stabia | 0 – 3 | Spezia    | Romeo Menti                         | 10 de noviembre | 15:00 |
| Cittadella  | 0 – 2 | Cesena    | Pier Cesare Tombolato               | 10 de noviembre | 15:00 |
| Reggiana    | 2 – 2 | Catanzaro | MAPEI Stadium - Città del Tricolore | 10 de noviembre | 15:00 |
| Salernitana | 0 – 2 | Bari      | Arechi                              | 10 de noviembre | 17:15 |

| Cosenza     | 1 – 1 | Modena      | San Vito-Gigi Marulla               | 22 de noviembre | 20:30 |
| Carrarese   | 1 – 0 | Pisa        | Dei Marmi                           | 23 de noviembre | 15:00 |
| Catanzaro   | 2 – 2 | Mantova     | Nicola Ceravolo                     | 23 de noviembre | 15:00 |
| Juve Stabia | 0 – 0 | Brescia     | Romeo Menti                         | 23 de noviembre | 15:00 |
| Sassuolo    | 4 – 0 | Salernitana | MAPEI Stadium - Città del Tricolore | 23 de noviembre | 15:00 |
| Cesena      | 1 – 1 | Reggiana    | Dino Manuzzi                        | 23 de noviembre | 17:15 |
| Cremonese   | 1 – 0 | Frosinone   | Giovanni Zini                       | 24 de noviembre | 15:00 |
| Bari        | 3 – 2 | Cittadella  | San Nicola                          | 24 de noviembre | 15:00 |
| Spezia      | 3 – 0 | Südtirol    | Alberto Picco                       | 24 de noviembre | 15:00 |
| Palermo     | 1 – 1 | Sampdoria   | Renzo Barbera                       | 24 de noviembre | 17:15 |

| Reggiana    | 0 – 2 | Sassuolo    | MAPEI Stadium - Città del Tricolore | 29 de noviembre | 20:30 |
| Brescia     | 1 – 1 | Bari        | Mario Rigamonti                     | 30 de noviembre | 15:00 |
| Cittadella  | 2 – 2 | Juve Stabia | Pier Cesare Tombolato               | 30 de noviembre | 15:00 |
| Sampdoria   | 3 – 3 | Catanzaro   | Luigi Ferraris                      | 30 de noviembre | 15:00 |
| Südtirol    | 0 – 4 | Cremonese   | Druso                               | 30 de noviembre | 15:00 |
| Mantova     | 0 – 0 | Modena      | Danilo Martelli                     | 30 de noviembre | 17:15 |
| Pisa        | 2 – 2 | Cosenza     | Arena Garibaldi – Anconetani        | 1 de diciembre  | 15:00 |
| Frosinone   | 3 – 2 | Cesena      | Benito Stirpe                       | 1 de diciembre  | 15:00 |
| Palermo     | 2 – 0 | Spezia      | Renzo Barbera                       | 1 de diciembre  | 15:00 |
| Salernitana | 4 – 1 | Carrarese   | Arechi                              | 1 de diciembre  | 17:15 |

| Juve Stabia | 2 – 1 | Südtirol    | Romeo Menti                         | 6 de diciembre | 20:30 |
| Bari        | 1 – 0 | Cesena      | San Nicola                          | 7 de diciembre | 15:00 |
| Carrarese   | 1 – 0 | Palermo     | Dei Marmi                           | 7 de diciembre | 15:00 |
| Mantova     | 2 – 3 | Pisa        | Danilo Martelli                     | 7 de diciembre | 15:00 |
| Modena      | 1 – 1 | Salernitana | Alberto Braglia                     | 7 de diciembre | 15:00 |
| Cosenza     | 0 – 1 | Frosinone   | San Vito-Gigi Marulla               | 7 de diciembre | 17:15 |
| Catanzaro   | 2 – 1 | Brescia     | Nicola Ceravolo                     | 8 de diciembre | 15:00 |
| Cremonese   | 0 – 2 | Reggiana    | Giovanni Zini                       | 8 de diciembre | 15:00 |
| Spezia      | 5 – 0 | Cittadella  | Alberto Picco                       | 8 de diciembre | 15:00 |
| Sassuolo    | 5 – 1 | Sampdoria   | MAPEI Stadium - Città del Tricolore | 8 de diciembre | 17:15 |

| Pisa        | 2 – 0 | Bari        | Arena Garibaldi – Anconetani        | 13 de diciembre | 20:30 |
| Cesena      | 2 – 1 | Cosenza     | Dino Manuzzi                        | 14 de diciembre | 15:00 |
| Frosinone   | 1 – 2 | Sassuolo    | Benito Stirpe                       | 14 de diciembre | 15:00 |
| Reggiana    | 0 – 1 | Modena      | MAPEI Stadium - Città del Tricolore | 14 de diciembre | 15:00 |
| Südtirol    | 2 – 2 | Mantova     | Druso                               | 14 de diciembre | 15:00 |
| Sampdoria   | 0 – 0 | Spezia      | Luigi Ferraris                      | 14 de diciembre | 17:15 |
| Brescia     | 0 – 0 | Carrarese   | Mario Rigamonti                     | 15 de diciembre | 15:00 |
| Cittadella  | 0 – 0 | Cremonese   | Pier Cesare Tombolato               | 15 de diciembre | 15:00 |
| Palermo     | 1 – 2 | Catanzaro   | Renzo Barbera                       | 15 de diciembre | 15:00 |
| Salernitana | 1 – 2 | Juve Stabia | Arechi                              | 15 de diciembre | 17:15 |

| Salernitana | 0 – 0 | Brescia   | Arechi                              | 20 de diciembre | 20:30 |
| Bari        | 0 – 1 | Südtirol  | San Nicola                          | 21 de diciembre | 15:00 |
| Carrarese   | 1 – 0 | Cosenza   | Dei Marmi                           | 21 de diciembre | 15:00 |
| Mantova     | 3 – 1 | Frosinone | Danilo Martelli                     | 21 de diciembre | 15:00 |
| Sassuolo    | 2 – 1 | Palermo   | MAPEI Stadium - Città del Tricolore | 21 de diciembre | 15:00 |
| Catanzaro   | 0 – 1 | Spezia    | Nicola Ceravolo                     | 21 de diciembre | 17:15 |
| Cittadella  | 3 – 1 | Reggiana  | Pier Cesare Tombolato               | 21 de diciembre | 17:15 |
| Modena      | 1 – 0 | Pisa      | Alberto Braglia                     | 21 de diciembre | 17:15 |
| Juve Stabia | 1 – 0 | Cesena    | Romeo Menti                         | 22 de diciembre | 15:00 |
| Cremonese   | 1 – 1 | Sampdoria | Giovanni Zini                       | 22 de diciembre | 17:15 |

| Pisa      | 3 – 1 | Sassuolo    | Arena Garibaldi – Anconetani        | 26 de diciembre | 12:30 |
| Brescia   | 3 – 3 | Modena      | Mario Rigamonti                     | 26 de diciembre | 15:00 |
| Cesena    | 0 – 1 | Cremonese   | Dino Manuzzi                        | 26 de diciembre | 15:00 |
| Cosenza   | 1 – 1 | Catanzaro   | San Vito-Gigi Marulla               | 26 de diciembre | 15:00 |
| Frosinone | 2 – 0 | Salernitana | Benito Stirpe                       | 26 de diciembre | 15:00 |
| Reggiana  | 2 – 1 | Juve Stabia | MAPEI Stadium - Città del Tricolore | 26 de diciembre | 15:00 |
| Spezia    | 1 – 1 | Mantova     | Alberto Picco                       | 26 de diciembre | 15:00 |
| Südtirol  | 1 – 2 | Cittadella  | Druso                               | 26 de diciembre | 15:00 |
| Palermo   | 1 – 0 | Bari        | Renzo Barbera                       | 26 de diciembre | 18:00 |
| Sampdoria | 1 – 1 | Carrarese   | Luigi Ferraris                      | 26 de diciembre | 20:30 |

### Segunda vuelta
| Cremonese   | 1 – 1 | Brescia     | Giovanni Zini                       | 29 de diciembre | 12:30 |
| Bari        | 2 – 0 | Spezia      | San Nicola                          | 29 de diciembre | 15:00 |
| Carrarese   | 2 – 0 | Cesena      | Dei Marmi                           | 29 de diciembre | 15:00 |
| Mantova     | 0 – 2 | Reggiana    | Danilo Martelli                     | 29 de diciembre | 15:00 |
| Modena      | 0 – 0 | Südtirol    | Alberto Braglia                     | 29 de diciembre | 15:00 |
| Sassuolo    | 2 – 1 | Cosenza     | MAPEI Stadium - Città del Tricolore | 29 de diciembre | 15:00 |
| Cittadella  | 2 – 1 | Palermo     | Pier Cesare Tombolato               | 29 de diciembre | 17:15 |
| Catanzaro   | 1 – 0 | Salernitana | Nicola Ceravolo                     | 29 de diciembre | 17:15 |
| Juve Stabia | 1 – 1 | Frosinone   | Romeo Menti                         | 29 de diciembre | 17:15 |
| Sampdoria   | 0 – 1 | Pisa        | Luigi Ferraris                      | 29 de diciembre | 20:30 |

| Salernitana | 1 – 2 | Sassuolo    | Arechi                              | 12 de enero | 12:30 |
| Frosinone   | 0 – 3 | Cremonese   | Benito Stirpe                       | 12 de enero | 15:00 |
| Palermo     | 2 – 0 | Modena      | Renzo Barbera                       | 12 de enero | 15:00 |
| Spezia      | 1 – 1 | Juve Stabia | Alberto Picco                       | 12 de enero | 15:00 |
| Südtirol    | 1 – 1 | Catanzaro   | Druso                               | 12 de enero | 15:00 |
| Reggiana    | 0 – 0 | Bari        | MAPEI Stadium - Città del Tricolore | 12 de enero | 15:00 |
| Cosenza     | 2 – 2 | Mantova     | San Vito-Gigi Marulla               | 12 de enero | 15:00 |
| Cesena      | 0 – 0 | Cittadella  | Dino Manuzzi                        | 12 de enero | 17:15 |
| Brescia     | 1 – 1 | Sampdoria   | Mario Rigamonti                     | 12 de enero | 19:30 |
| Pisa        | 2 – 1 | Carrarese   | Arena Garibaldi – Anconetani        | 13 de enero | 20:30 |

| Sampdoria   | 1 – 2 | Cesena      | Luigi Ferraris                      | 17 de enero | 20:30 |
| Cittadella  | 1 – 2 | Mantova     | Pier Cesare Tombolato               | 18 de enero | 15:00 |
| Cremonese   | 3 – 1 | Cosenza     | Giovanni Zini                       | 18 de enero | 15:00 |
| Modena      | 1 – 1 | Frosinone   | Alberto Braglia                     | 18 de enero | 15:00 |
| Salernitana | 2 – 1 | Reggiana    | Arechi                              | 18 de enero | 15:00 |
| Bari        | 2 – 2 | Brescia     | San Nicola                          | 18 de enero | 17:15 |
| Sassuolo    | 5 – 3 | Südtirol    | MAPEI Stadium - Città del Tricolore | 19 de enero | 15:00 |
| Catanzaro   | 0 – 0 | Pisa        | Nicola Ceravolo                     | 19 de enero | 15:00 |
| Palermo     | 1 – 0 | Juve Stabia | Renzo Barbera                       | 19 de enero | 15:00 |
| Carrarese   | 0 – 4 | Spezia      | Dei Marmi                           | 19 de enero | 17:15 |

| Spezia      | 2 – 1 | Sassuolo    | Alberto Picco                       | 24 de enero | 20:30 |
| Cesena      | 1 – 1 | Bari        | Dino Manuzzi                        | 25 de enero | 15:00 |
| Cosenza     | 0 – 1 | Cittadella  | San Vito-Gigi Marulla               | 25 de enero | 15:00 |
| Juve Stabia | 2 – 1 | Carrarese   | Romeo Menti                         | 25 de enero | 15:00 |
| Frosinone   | 0 – 3 | Südtirol    | Benito Stirpe                       | 25 de enero | 15:00 |
| Mantova     | 2 – 2 | Sampdoria   | Danilo Martelli                     | 25 de enero | 17:15 |
| Brescia     | 2 – 3 | Catanzaro   | Mario Rigamonti                     | 26 de enero | 15:00 |
| Pisa        | 1 – 0 | Salernitana | Arena Garibaldi – Anconetani        | 26 de enero | 15:00 |
| Reggiana    | 2 – 1 | Palermo     | MAPEI Stadium - Città del Tricolore | 26 de enero | 15:00 |
| Cremonese   | 2 – 2 | Modena      | Giovanni Zini                       | 26 de enero | 17:15 |

| Palermo     | 1 – 2 | Pisa        | Renzo Barbera                       | 31 de enero  | 20:30 |
| Catanzaro   | 4 – 2 | Cesena      | Nicola Ceravolo                     | 1 de febrero | 15:00 |
| Cittadella  | 0 – 2 | Spezia      | Pier Cesare Tombolato               | 1 de febrero | 15:00 |
| Sampdoria   | 1 – 0 | Cosenza     | Luigi Ferraris                      | 1 de febrero | 15:00 |
| Sassuolo    | 2 – 0 | Juve Stabia | MAPEI Stadium - Città del Tricolore | 1 de febrero | 15:00 |
| Modena      | 3 – 1 | Mantova     | Alberto Braglia                     | 1 de febrero | 17:15 |
| Carrarese   | 1 – 2 | Brescia     | Dei Marmi                           | 2 de febrero | 15:00 |
| Salernitana | 1 – 0 | Cremonese   | Arechi                              | 2 de febrero | 15:00 |
| Südtirol    | 2 – 0 | Reggiana    | Druso                               | 2 de febrero | 15:00 |
| Bari        | 2 – 1 | Frosinone   | San Nicola                          | 2 de febrero | 17:15 |

| Brescia     | 0 – 0 | Salernitana | Mario Rigamonti                     | 7 de febrero | 20:30 |
| Cosenza     | 1 – 0 | Carrarese   | San Vito-Gigi Marulla               | 8 de febrero | 15:00 |
| Frosinone   | 1 – 1 | Catanzaro   | Benito Stirpe                       | 8 de febrero | 15:00 |
| Mantova     | 0 – 3 | Sassuolo    | Danilo Martelli                     | 8 de febrero | 15:00 |
| Pisa        | 0 – 1 | Cittadella  | Arena Garibaldi – Anconetani        | 8 de febrero | 15:00 |
| Sampdoria   | 1 – 0 | Modena      | Luigi Ferraris                      | 8 de febrero | 17:15 |
| Cremonese   | 3 – 1 | Südtirol    | Giovanni Zini                       | 9 de febrero | 15:00 |
| Reggiana    | 0 – 1 | Cesena      | MAPEI Stadium - Città del Tricolore | 9 de febrero | 15:00 |
| Spezia      | 2 – 2 | Palermo     | Alberto Picco                       | 9 de febrero | 15:00 |
| Juve Stabia | 3 – 1 | Bari        | Romeo Menti                         | 9 de febrero | 17:15 |

| Catanzaro   | 1 – 0 | Cittadella  | Nicola Ceravolo                     | 14 de febrero | 20:30 |
| Carrarese   | 3 – 2 | Salernitana | Dei Marmi                           | 15 de febrero | 15:00 |
| Modena      | 1 – 1 | Spezia      | Alberto Braglia                     | 15 de febrero | 15:00 |
| Sassuolo    | 2 – 0 | Brescia     | MAPEI Stadium - Città del Tricolore | 15 de febrero | 15:00 |
| Südtirol    | 2 – 1 | Sampdoria   | Druso                               | 15 de febrero | 15:00 |
| Bari        | 1 – 1 | Cremonese   | San Nicola                          | 15 de febrero | 17:15 |
| Frosinone   | 1 – 1 | Reggiana    | Benito Stirpe                       | 16 de febrero | 15:00 |
| Juve Stabia | 3 – 0 | Cosenza     | Romeo Menti                         | 16 de febrero | 15:00 |
| Palermo     | 2 – 2 | Mantova     | Renzo Barbera                       | 16 de febrero | 15:00 |
| Cesena      | 1 – 1 | Pisa        | Dino Manuzzi                        | 16 de febrero | 17:15 |

| Sampdoria   | 0 – 0 | Sassuolo    | Luigi Ferraris                      | 21 de febrero | 20:30 |
| Cittadella  | 0 – 2 | Modena      | Pier Cesare Tombolato               | 22 de febrero | 15:00 |
| Mantova     | 0 – 1 | Bari        | Danilo Martelli                     | 22 de febrero | 15:00 |
| Pisa        | 3 – 1 | Juve Stabia | Arena Garibaldi – Anconetani        | 22 de febrero | 15:00 |
| Reggiana    | 2 – 2 | Carrarese   | MAPEI Stadium - Città del Tricolore | 22 de febrero | 15:00 |
| Cremonese   | 1 – 2 | Cesena      | Giovanni Zini                       | 22 de febrero | 17:15 |
| Brescia     | 0 – 0 | Südtirol    | Mario Rigamonti                     | 23 de febrero | 15:00 |
| Cosenza     | 0 – 3 | Palermo     | San Vito-Gigi Marulla               | 23 de febrero | 15:00 |
| Spezia      | 0 – 1 | Catanzaro   | Alberto Picco                       | 23 de febrero | 15:00 |
| Salernitana | 1 – 1 | Frosinone   | Arechi                              | 23 de febrero | 17:15 |

| Südtirol    | 1 – 1 | Spezia      | Druso                               | 28 de febrero | 20:30 |
| Carrarese   | 2 – 2 | Cremonese   | Dei Marmi                           | 1 de marzo    | 15:00 |
| Cesena      | 2 – 0 | Salernitana | Dino Manuzzi                        | 1 de marzo    | 15:00 |
| Frosinone   | 2 – 1 | Mantova     | Benito Stirpe                       | 1 de marzo    | 15:00 |
| Juve Stabia | 0 – 1 | Cittadella  | Romeo Menti                         | 1 de marzo    | 15:00 |
| Sassuolo    | 1 – 0 | Pisa        | MAPEI Stadium - Città del Tricolore | 1 de marzo    | 17:15 |
| Catanzaro   | 1 – 1 | Reggiana    | Nicola Ceravolo                     | 2 de marzo    | 15:00 |
| Modena      | 1 – 1 | Cosenza     | Alberto Braglia                     | 2 de marzo    | 15:00 |
| Palermo     | 1 – 0 | Brescia     | Renzo Barbera                       | 2 de marzo    | 15:00 |
| Bari        | 1 – 1 | Sampdoria   | San Nicola                          | 2 de marzo    | 17:15 |

| Cosenza     | 1 – 0 | Reggiana    | San Vito-Gigi Marulla               | 7 de marzo | 20:30 |
| Carrarese   | 0 – 1 | Frosinone   | Dei Marmi                           | 8 de marzo | 15:00 |
| Cremonese   | 4 – 0 | Catanzaro   | Giovanni Zini                       | 8 de marzo | 15:00 |
| Mantova     | 1 – 1 | Juve Stabia | Danilo Martelli                     | 8 de marzo | 15:00 |
| Salernitana | 1 – 0 | Modena      | Arechi                              | 8 de marzo | 15:00 |
| Sampdoria   | 1 – 1 | Palermo     | Luigi Ferraris                      | 8 de marzo | 17:15 |
| Brescia     | 1 – 1 | Cesena      | Mario Rigamonti                     | 8 de marzo | 19:30 |
| Sassuolo    | 1 – 1 | Bari        | MAPEI Stadium - Città del Tricolore | 9 de marzo | 15:00 |
| Spezia      | 3 – 2 | Pisa        | Alberto Picco                       | 9 de marzo | 15:00 |
| Cittadella  | 1 – 5 | Südtirol    | Pier Cesare Tombolato               | 9 de marzo | 17:15 |

| Palermo     | 2 – 3 | Cremonese   | Renzo Barbera                       | 14 de marzo | 20:30 |
| Cesena      | 0 – 0 | Spezia      | Dino Manuzzi                        | 15 de marzo | 15:00 |
| Cittadella  | 1 – 2 | Sassuolo    | Pier Cesare Tombolato               | 15 de marzo | 15:00 |
| Frosinone   | 2 – 1 | Brescia     | Benito Stirpe                       | 15 de marzo | 15:00 |
| Juve Stabia | 2 – 1 | Modena      | Romeo Menti                         | 15 de marzo | 15:00 |
| Pisa        | 3 – 1 | Mantova     | Arena Garibaldi – Anconetani        | 15 de marzo | 17:15 |
| Bari        | 0 – 0 | Salernitana | San Nicola                          | 15 de marzo | 19:30 |
| Reggiana    | 2 – 2 | Sampdoria   | MAPEI Stadium - Città del Tricolore | 16 de marzo | 15:00 |
| Südtirol    | 2 – 2 | Carrarese   | Druso                               | 16 de marzo | 15:00 |
| Catanzaro   | 4 – 0 | Cosenza     | Nicola Ceravolo                     | 16 de marzo | 17:15 |

| Spezia      | 0 – 1 | Brescia     | Alberto Picco                       | 28 de marzo | 20:30 |
| Cosenza     | 0 – 3 | Pisa        | San Vito-Gigi Marulla               | 29 de marzo | 15:00 |
| Mantova     | 2 – 0 | Südtirol    | Danilo Martelli                     | 29 de marzo | 15:00 |
| Modena      | 2 – 1 | Catanzaro   | Alberto Braglia                     | 29 de marzo | 15:00 |
| Sampdoria   | 0 – 3 | Frosinone   | Luigi Ferraris                      | 29 de marzo | 15:00 |
| Cremonese   | 2 – 2 | Cittadella  | Giovanni Zini                       | 29 de marzo | 17:15 |
| Sassuolo    | 5 – 1 | Reggiana    | MAPEI Stadium - Città del Tricolore | 29 de marzo | 19:30 |
| Carrarese   | 2 – 1 | Bari        | Dei Marmi                           | 30 de marzo | 15:00 |
| Cesena      | 1 – 2 | Juve Stabia | Dino Manuzzi                        | 30 de marzo | 15:00 |
| Salernitana | 1 – 2 | Palermo     | Arechi                              | 30 de marzo | 17:15 |

| Reggiana    | 1 – 2 | Cremonese   | MAPEI Stadium - Città del Tricolore | 4 de abril | 20:30 |
| Brescia     | 1 – 2 | Mantova     | Mario Rigamonti                     | 5 de abril | 15:00 |
| Cittadella  | 0 – 0 | Carrarese   | Pier Cesare Tombolato               | 5 de abril | 15:00 |
| Frosinone   | 2 – 2 | Cosenza     | Benito Stirpe                       | 5 de abril | 15:00 |
| Südtirol    | 1 – 1 | Cesena      | Druso                               | 5 de abril | 15:00 |
| Pisa        | 1 – 2 | Modena      | Arena Garibaldi – Anconetani        | 5 de abril | 17:15 |
| Juve Stabia | 1 – 0 | Salernitana | Romeo Menti                         | 5 de abril | 19:30 |
| Catanzaro   | 3 – 3 | Bari        | Nicola Ceravolo                     | 6 de abril | 15:00 |
| Palermo     | 5 – 3 | Sassuolo    | Renzo Barbera                       | 6 de abril | 15:00 |
| Spezia      | 2 – 0 | Sampdoria   | Alberto Picco                       | 6 de abril | 17:15 |

| Bari        | 2 – 1 | Palermo     | San Nicola                          | 11 de abril | 20:30 |
| Carrarese   | 2 – 2 | Catanzaro   | Dei Marmi                           | 12 de abril | 15:00 |
| Cosenza     | 1 – 1 | Brescia     | San Vito-Gigi Marulla               | 12 de abril | 15:00 |
| Reggiana    | 0 – 2 | Pisa        | MAPEI Stadium - Città del Tricolore | 12 de abril | 15:00 |
| Salernitana | 2 – 1 | Südtirol    | Arechi                              | 12 de abril | 15:00 |
| Sampdoria   | 1 – 0 | Cittadella  | Luigi Ferraris                      | 12 de abril | 17:15 |
| Modena      | 1 – 3 | Sassuolo    | Alberto Braglia                     | 12 de abril | 19:30 |
| Cesena      | 1 – 1 | Frosinone   | Dino Manuzzi                        | 13 de abril | 15:00 |
| Cremonese   | 1 – 1 | Juve Stabia | Giovanni Zini                       | 13 de abril | 15:00 |
| Mantova     | 2 – 2 | Spezia      | Danilo Martelli                     | 13 de abril | 17:15 |

| Südtirol    | 0 – 0 | Bari        | Druso                               | 13 de mayo | 20:30 |
| Brescia     | 2 – 1 | Reggiana    | Mario Rigamonti                     | 13 de mayo | 20:30 |
| Cittadella  | 0 – 2 | Salernitana | Pier Cesare Tombolato               | 13 de mayo | 20:30 |
| Juve Stabia | 0 – 0 | Sampdoria   | Romeo Menti                         | 13 de mayo | 20:30 |
| Mantova     | 0 – 0 | Catanzaro   | Danilo Martelli                     | 13 de mayo | 20:30 |
| Palermo     | 1 – 1 | Carrarese   | Renzo Barbera                       | 13 de mayo | 20:30 |
| Sassuolo    | 0 – 1 | Frosinone   | MAPEI Stadium - Città del Tricolore | 13 de mayo | 20:30 |
| Spezia      | 3 – 1 | Cosenza     | Alberto Picco                       | 13 de mayo | 20:30 |
| Modena      | 0 – 1 | Cesena      | Alberto Braglia                     | 13 de mayo | 20:30 |
| Pisa        | 2 – 1 | Cremonese   | Arena Garibaldi – Anconetani        | 13 de mayo | 20:30 |

| Frosinone   | 2 – 2 | Spezia      | Benito Stirpe                       | 25 de abril | 12:30 |
| Bari        | 1 – 2 | Modena      | San Nicola                          | 25 de abril | 15:00 |
| Brescia     | 1 – 2 | Pisa        | Mario Rigamonti                     | 25 de abril | 15:00 |
| Carrarese   | 1 – 0 | Sampdoria   | Dei Marmi                           | 25 de abril | 15:00 |
| Reggiana    | 2 – 1 | Cittadella  | MAPEI Stadium - Città del Tricolore | 25 de abril | 15:00 |
| Salernitana | 3 – 1 | Cosenza     | Arechi                              | 25 de abril | 15:00 |
| Cremonese   | 4 – 2 | Mantova     | Giovanni Zini                       | 25 de abril | 18:00 |
| Cesena      | 0 – 2 | Sassuolo    | Dino Manuzzi                        | 25 de abril | 20:30 |
| Südtirol    | 2 – 0 | Juve Stabia | Druso                               | 27 de abril | 15:00 |
| Catanzaro   | 1 – 3 | Palermo     | Nicola Ceravolo                     | 27 de abril | 15:00 |

| Juve Stabia | 2 – 0 | Catanzaro   | Romeo Menti                         | 1 de mayo | 12:30 |
| Cosenza     | 1 – 0 | Bari        | San Vito-Gigi Marulla               | 1 de mayo | 15:00 |
| Mantova     | 3 – 0 | Cesena      | Danilo Martelli                     | 1 de mayo | 15:00 |
| Modena      | 2 – 3 | Reggiana    | Alberto Braglia                     | 1 de mayo | 15:00 |
| Palermo     | 1 – 2 | Südtirol    | Renzo Barbera                       | 1 de mayo | 15:00 |
| Pisa        | 1 – 0 | Frosinone   | Arena Garibaldi – Anconetani        | 1 de mayo | 15:00 |
| Sampdoria   | 0 – 0 | Cremonese   | Luigi Ferraris                      | 1 de mayo | 15:00 |
| Spezia      | 2 – 0 | Salernitana | Alberto Picco                       | 1 de mayo | 15:00 |
| Cittadella  | 0 - 1 | Brescia     | Pier Cesare Tombolato               | 1 de mayo | 17:15 |
| Sassuolo    | 2 – 0 | Carrarese   | MAPEI Stadium - Città del Tricolore | 1 de mayo | 19:30 |

| Bari        | 1 – 0 | Pisa        | San Nicola                          | 4 de mayo | 15:00 |
| Brescia     | 0 – 0 | Juve Stabia | Mario Rigamonti                     | 4 de mayo | 15:00 |
| Carrarese   | 2 – 1 | Modena      | Dei Marmi                           | 4 de mayo | 15:00 |
| Catanzaro   | 2 – 2 | Sampdoria   | Nicola Ceravolo                     | 4 de mayo | 15:00 |
| Cesena      | 2 – 1 | Palermo     | Dino Manuzzi                        | 4 de mayo | 15:00 |
| Frosinone   | 1 – 1 | Cittadella  | Benito Stirpe                       | 4 de mayo | 15:00 |
| Reggiana    | 2 – 1 | Spezia      | MAPEI Stadium - Città del Tricolore | 4 de mayo | 15:00 |
| Salernitana | 2 – 0 | Mantova     | Arechi                              | 4 de mayo | 15:00 |
| Südtirol    | 2 – 1 | Cosenza     | Druso                               | 4 de mayo | 15:00 |
| Cremonese   | 1 – 1 | Sassuolo    | Giovanni Zini                       | 4 de mayo | 19:30 |

| Cittadella  | 3 – 1 | Bari        | Pier Cesare Tombolato               | 9 de mayo | 20:30 |
| Cosenza     | 0 – 1 | Cesena      | San Vito-Gigi Marulla               | 9 de mayo | 20:30 |
| Juve Stabia | 1 – 2 | Reggiana    | Romeo Menti                         | 9 de mayo | 20:30 |
| Mantova     | 2 – 1 | Carrarese   | Danilo Martelli                     | 9 de mayo | 20:30 |
| Modena      | 2 – 2 | Brescia     | Alberto Braglia                     | 9 de mayo | 20:30 |
| Palermo     | 2 – 0 | Frosinone   | Renzo Barbera                       | 9 de mayo | 20:30 |
| Pisa        | 3 – 3 | Südtirol    | Arena Garibaldi – Anconetani        | 9 de mayo | 20:30 |
| Sampdoria   | 1 – 0 | Salernitana | Luigi Ferraris                      | 9 de mayo | 20:30 |
| Sassuolo    | 0 – 2 | Catanzaro   | MAPEI Stadium - Città del Tricolore | 9 de mayo | 20:30 |
| Spezia      | 2 – 3 | Cremonese   | Alberto Picco                       | 9 de mayo | 20:30 |

### Tabla de resultados cruzados
| Local \ Visitante | BAR | BRE | CAR | CAT | CES | CIT | COS | CRE | FRO | JUV | MAN | MOD | PAL | PIS | RGA | SAL | SAM | SAS | SPE | SUD |
| ----------------- | --- | --- | --- | --- | --- | --- | --- | --- | --- | --- | --- | --- | --- | --- | --- | --- | --- | --- | --- | --- |
| Bari              | —   | 2–2 | 0–0 | 1–1 | 1–0 | 3–2 | 1–1 | 1–1 | 2–1 | 1–3 | 2–0 | 1–2 | 2–1 | 1–0 | 2–2 | 0–0 | 1–1 | 1–1 | 2–0 | 0–1 |
| Brescia           | 1–1 | —   | 0–0 | 2–3 | 1–1 | 0–1 | 2–3 | 3–2 | 4–0 | 0–0 | 1–2 | 3–3 | 1–0 | 1–2 | 2–1 | 0–0 | 1–1 | 2–5 | 1–1 | 0–0 |
| Carrarese         | 2–1 | 1–2 | —   | 2–2 | 2–0 | 3–0 | 1–0 | 2–2 | 0–1 | 0–0 | 1–1 | 2–1 | 1–0 | 1–0 | 0–0 | 3–2 | 1–0 | 0–2 | 0–4 | 2–0 |
| Catanzaro         | 3–3 | 2–1 | 3–1 | —   | 4–2 | 1–0 | 4–0 | 1–2 | 0–0 | 0–0 | 2–2 | 2–2 | 1–3 | 0–0 | 1–1 | 1–0 | 2–2 | 1–1 | 0–1 | 3–0 |
| Cesena            | 1–1 | 2–0 | 2–1 | 2–0 | —   | 0–0 | 2–1 | 0–1 | 1–1 | 1–2 | 4–2 | 2–2 | 2–1 | 1–1 | 1–1 | 2–0 | 3–5 | 0–2 | 0–0 | 1–0 |
| Cittadella        | 3–0 | 0–1 | 0–0 | 0–0 | 0–2 | —   | 0–0 | 0–0 | 1–2 | 2–2 | 1–2 | 0–2 | 2–1 | 0–3 | 3–1 | 0–2 | 0–0 | 1–2 | 0–2 | 1–5 |
| Cosenza           | 1–0 | 1–1 | 1–0 | 1–1 | 0–1 | 0–1 | —   | 1–0 | 0–1 | 1–1 | 2–2 | 1–1 | 0–3 | 0–3 | 1–0 | 1–1 | 2–1 | 0–1 | 0–0 | 0–2 |
| Cremonese         | 1–1 | 1–1 | 1–0 | 4–0 | 1–2 | 2–2 | 3–1 | —   | 1–0 | 1–1 | 4–2 | 2–2 | 0–1 | 1–3 | 0–2 | 2–1 | 1–1 | 1–1 | 1–1 | 3–1 |
| Frosinone         | 0–3 | 2–1 | 0–1 | 1–1 | 3–2 | 1–1 | 2–2 | 0–3 | —   | 0–0 | 2–1 | 1–1 | 1–1 | 0–0 | 1–1 | 2–0 | 2–2 | 1–2 | 2–2 | 0–3 |
| Juve Stabia       | 3–1 | 0–0 | 2–1 | 2–0 | 1–0 | 0–1 | 3–0 | 1–2 | 1–1 | —   | 1–0 | 2–1 | 1–3 | 2–0 | 1–2 | 1–0 | 0–0 | 2–2 | 0–3 | 2–1 |
| Mantova           | 0–1 | 1–1 | 2–1 | 0–0 | 3–0 | 1–0 | 3–2 | 1–0 | 3–1 | 1–1 | —   | 0–0 | 0–0 | 2–3 | 0–2 | 1–0 | 2–2 | 0–3 | 2–2 | 2–0 |
| Modena            | 2–1 | 2–2 | 2–0 | 2–1 | 0–1 | 0–1 | 1–1 | 2–2 | 1–1 | 3–0 | 3–1 | —   | 2–2 | 1–0 | 2–3 | 1–1 | 1–3 | 1–3 | 1–1 | 0–0 |
| Palermo           | 1–0 | 1–0 | 1–1 | 1–2 | 0–0 | 0–1 | 1–1 | 2–3 | 2–0 | 1–0 | 2–2 | 2–0 | —   | 1–2 | 2–0 | 0–1 | 1–1 | 5–3 | 2–0 | 1–2 |
| Pisa              | 2–0 | 2–1 | 2–1 | 0–0 | 3–1 | 0–1 | 2–2 | 2–1 | 1–0 | 3–1 | 3–1 | 1–2 | 2–0 | —   | 2–1 | 1–0 | 3–0 | 3–1 | 2–2 | 3–3 |
| Reggiana          | 0–0 | 2–0 | 2–2 | 2–2 | 0–1 | 2–1 | 0–1 | 1–2 | 2–0 | 2–1 | 2–2 | 0–1 | 2–1 | 0–2 | —   | 0–0 | 2–2 | 0–2 | 2–1 | 1–3 |
| Salernitana       | 0–2 | 0–0 | 4–1 | 0–0 | 1–1 | 2–1 | 3–1 | 1–0 | 1–1 | 1–2 | 2–0 | 1–0 | 1–2 | 2–3 | 2–1 | —   | 3–2 | 1–2 | 0–2 | 2–1 |
| Sampdoria         | 0–0 | 0–1 | 1–1 | 3–3 | 1–2 | 1–0 | 1–0 | 0–0 | 0–3 | 1–2 | 1–0 | 1–0 | 1–1 | 0–1 | 0–1 | 1–0 | —   | 0–0 | 0–0 | 1–0 |
| Sassuolo          | 1–1 | 2–0 | 2–0 | 0–2 | 2–1 | 6–1 | 2–1 | 1–4 | 0–1 | 2–0 | 1–0 | 2–0 | 2–1 | 1–0 | 5–1 | 4–0 | 5–1 | —   | 0–0 | 5–3 |
| Spezia            | 0–0 | 0–1 | 4–2 | 0–1 | 2–1 | 5–0 | 3–1 | 2–3 | 2–1 | 1–1 | 1–1 | 1–0 | 2–2 | 3–2 | 1–0 | 2–0 | 2–0 | 2–1 | —   | 3–0 |
| Südtirol          | 0–0 | 1–2 | 2–2 | 1–1 | 1–1 | 1–2 | 2–1 | 0–4 | 1–1 | 2–0 | 2–2 | 2–1 | 1–3 | 1–2 | 2–0 | 3–2 | 2–1 | 0–1 | 1–1 | —   |

## Play-offs de ascenso
|  | Ronda preliminar | Ronda preliminar | Ronda preliminar |             |   | Semifinales | Semifinales | Semifinales | Semifinales | Semifinales |  |   | Final  | Final | Final | Final | Final |  |
|  |                  |                  |                  |             |   |             |             |             |             |             |  |   |        |       |       |       |       |  |
|  |                  |                  |                  |             |   |             |             |             |             |             |  |   |        |       |       |       |       |  |
|  |                  |                  |                  |             |   |             |             |             |             |             |  |   |        |       |       |       |       |  |
|  |                  |                  |                  |             |   |             |             |             |             |             |  |   |        |       |       |       |       |  |
|  |                  |                  |                  |             |   |             |             |             |             |             |  |   |        |       |       |       |       |  |
|  |                  | 3                | Spezia           | 2           | 2 | 4           |             |             |             |             |  |   |        |       |       |       |       |  |
|  |                  |                  |                  | 2           | 2 | 4           |             |             |             |             |  |   |        |       |       |       |       |  |
|  |                  |                  | 6                | Catanzaro   | 0 | 1           | 1           |             |             |             |  |   |        |       |       |       |       |  |
|  | 6                | Catanzaro        | 6                | Catanzaro   | 0 | 1           | 1           | 1           |             |             |  |   |        |       |       |       |       |  |
|  | 6                | Catanzaro        |                  |             |   |             |             |             |             |             |  |   |        |       |       |       |       |  |
|  | 7                | Cesena           | 0                |             |   |             |             |             |             |             |  |   |        |       |       |       |       |  |
|  | 7                | Cesena           | 0                |             |   |             |             |             |             |             |  | 3 | Spezia | 0     | 2     | 2     |       |  |
|  |                  |                  |                  |             |   |             |             |             |             |             |  | 3 | Spezia | 0     | 2     | 2     |       |  |
|  |                  |                  | 4                | Cremonese   | 0 | 3           | 3           |             |             |             |  |   |        |       |       |       |       |  |
|  |                  |                  | 4                | Cremonese   | 0 | 3           | 3           |             |             |             |  |   |        |       |       |       |       |  |
|  |                  |                  |                  |             |   |             |             |             |             |             |  |   |        |       |       |       |       |  |
|  |                  |                  |                  |             |   |             |             |             |             |             |  |   |        |       |       |       |       |  |
|  |                  | 4                | Cremonese        | 1           | 3 | 4           |             |             |             |             |  |   |        |       |       |       |       |  |
|  |                  |                  |                  | 1           | 3 | 4           |             |             |             |             |  |   |        |       |       |       |       |  |
|  |                  |                  | 5                | Juve Stabia | 2 | 0           | 2           |             |             |             |  |   |        |       |       |       |       |  |
|  | 5                | Juve Stabia      | 5                | Juve Stabia | 2 | 0           | 2           | 1           |             |             |  |   |        |       |       |       |       |  |
|  | 5                | Juve Stabia      |                  |             |   |             |             |             |             |             |  |   |        |       |       |       |       |  |
|  | 8                | Palermo          | 0                |             |   |             |             |             |             |             |  |   |        |       |       |       |       |  |
|  | 8                | Palermo          | 0                |             |   |             |             |             |             |             |  |   |        |       |       |       |       |  |
|  |                  |                  |                  |             |   |             |             |             |             |             |  |   |        |       |       |       |       |  |

### Ronda preliminar
El horario corresponde al huso horario de verano europeo CEST (UTC+2).
| 17 de mayo de 2025 | Juve Stabia  | 1:0 (0:0) | Palermo | Estadio Romeo Menti, Castellammare di Stabia |                            |
| 19:30              | Adorante 67' | Reporte   |         | Árbitro(s): Marco Di Bello                   | Árbitro(s): Marco Di Bello |

| 17 de mayo de 2025 | Catanzaro    | 1:0 (0:0) | Cesena | Estadio Nicola Ceravolo, Catanzaro |                              |
| 17:15              | Iemmello 54' | Reporte   |        | Árbitro(s): Juan Luca Sacchi       | Árbitro(s): Juan Luca Sacchi |

### Semifinales
El horario corresponde al huso horario de verano europeo CEST (UTC+2).
| 21 de mayo de 2025 | Catanzaro | 0:2 (0:0) | Spezia                      | Estadio Nicola Ceravolo, Catanzaro |                            |
| 20:30              |           | Reporte   | Di Serio 49' · Esposito 61' | Árbitro(s): Kevin Bonacina         | Árbitro(s): Kevin Bonacina |

| 25 de mayo de 2025 | Spezia                       | 2:1 (1:1) (Global 4:1) | Catanzaro     | Estadio Alberto Picco, La Spezia |  |
| 19:30              | Aurelio 36' · Wiśniewski 61' | Reporte                | Cassandro 31' |                                  |  |

| 21 de mayo de 2025 | Juve Stabia                 | 2:1 (1:0) | Cremonese   | Estadio Romeo Menti, Castellammare di Stabia |                            |
| 20:30              | Pierobon 34' · Adorante 58' | Reporte   | Johnsen 77' | Árbitro(s): Giuseppe Collu                   | Árbitro(s): Giuseppe Collu |

| 25 de mayo de 2025 | Cremonese                                      | 3:0 (1:0) (Global 4:2) | Juve Stabia | Estadio Giovanni Zini, Cremona   |                                  |
| 19:30              | Castagnetti 28' · Johnsen 60' · Vandeputte 66' | Reporte                |             | Árbitro(s): Gianluca Manganiello | Árbitro(s): Gianluca Manganiello |

### Final
El horario corresponde al huso horario de verano europeo CEST (UTC+2).
| 29 de mayo de 2025 | Cremonese | 0:0     | Spezia | Estadio Giovanni Zini, Cremona |                           |
| 20:30              |           | Reporte |        | Árbitro(s): Luca Pairetto      | Árbitro(s): Luca Pairetto |

| 1 de junio de 2025 | Spezia                     | 2:3 (0:1) (Global 2:3) | Cremonese                        | Estadio Alberto Picco, La Spezia |                            |
| 20:30              | Esposito 83' · Vignali 85' | Reporte                | De Luca 25', 79' · Collocolo 62' | Árbitro(s): Andrea Colombo       | Árbitro(s): Andrea Colombo |

## Play-off de permanencia
La eliminatoria para la permanencia en Serie B estaba prevista para ser disputada los días 19 y 26 de mayo, sin embargo, la celebración de los juegos fue pospuesta debido a que el Brescia se encontraba sometido a un proceso de revisión de una sanción que le restaría cuatro puntos. En consecuencia el organismo rector de la Serie B determinó celebrar esta serie de partidos a mediados del mes de junio. El 29 de mayo se confirmó la sanción al Brescia, por lo que en esas condiciones el Frosinone quedaría exento de jugar el play-off y la Sampdoria pasaría a ocupar esa plaza. El 11 de junio la FIGC oficializó la celebración de la serie entre Sampdoria y Salernitana.
El horario corresponde al huso horario de verano europeo CEST (UTC+2).
| 15 de junio de 2025 | Sampdoria                   | 2:0 (1:0) | Salernitana | Estadio Luigi Ferraris, Génova |                                |
| 20:30               | Meulensteen 39' · Curto 86' | Reporte   |             | Árbitro(s): Gianluca Aureliano | Árbitro(s): Gianluca Aureliano |

| 22 de junio de 2025 | Salernitana | 0:3 (0:1) (Global 0:5) | Sampdoria              | Estadio Arechi, Salerno    |                            |
| 20:30 |             | Reporte                | Coda 38' · Sibilli 49' | Árbitro(s): Daniele Doveri | Árbitro(s): Daniele Doveri |
| Partido suspendido al minuto 64 con el marcador 0:2 debido al lanzamiento de petardos y otros objetos por parte de la afición del equipo local. El 23 de junio la FIGC otorgó el partido a la Sampdoria con un marcador definitivo de 0:3. |             |                        |                        |                            |                            |

## Datos y estadísticas

### Récords
- Primer gol de la temporada: Anotado por Davide Adorni, para el Brescia contra el Palermo (16 de agosto de 2024)
- Último gol de la temporada: Anotado por Federico Bonazzoli, para el Cremonese contra el Pisa (13 de mayo de 2025)
- Gol más rápido:
- Gol más cercano al final del encuentro:
- Mayor número de goles marcados en un partido:
- Partido con más espectadores:
- Partido con menos espectadores:
- Mayor victoria local:
- Mayor victoria visitante:

### Máximos goleadores
Actualizado el 13 de mayo de 2025.
| Pos. | Jugador                | Equipo      | Goles | Part. | Prom. |
| ---- | ---------------------- | ----------- | ----- | ----- | ----- |
| 1    | Armand Laurienté       | Sassuolo    | 18    | 33    | 0.55  |
| 2    | Francesco Pio Esposito | Spezia      | 17    | 35    | 0.49  |
| 3    | Pietro Iemmello        | Catanzaro   | 16    | 35    | 0.46  |
| 4    | Andrea Adorante        | Juve Stabia | 15    | 33    | 0.45  |
| 5    | Matteo Tramoni         | Pisa        | 13    | 26    | 0.5   |
| 6    | Cristian Shpendi       | Cesena      | 11    | 34    | 0.32  |
| 7    | Nicholas Pierini       | Sassuolo    | 10    | 31    | 0.32  |
| 8    | Leonardo Mancuso       | Mantova     | 10    | 38    | 0.26  |
| 9    | Joel Pohjanpalo        | Palermo     | 9     | 14    | 0.64  |
| 10   | Franco Vázquez         | Cremonese   | 9     | 27    | 0.33  |

### Máximos asistentes
Actualizado el 13 de mayo de 2025.
| Pos. | Jugador            | Equipo      | Goles | Part. | Prom. |
| ---- | ------------------ | ----------- | ----- | ----- | ----- |
| 1    | Domenico Berardi   | Sassuolo    | 13    | 29    | 0.45  |
| 2    | Jari Vandeputte    | Cremonese   | 13    | 35    | 0.37  |
| 3    | Antonio Palumbo    | Modena      | 10    | 35    | 0.29  |
| 4    | Salvatore Esposito | Spezia      | 9     | 34    | 0.26  |
| 5    | Manuel Cicconi     | Carrarese   | 8     | 34    | 0.24  |
| 6    | Filippo Ranocchia  | Palermo     | 8     | 35    | 0.23  |
| =    | Kevin Piscopo      | Juve Stabia | 8     | 35    | 0.23  |
| 8    | Raphael Odogwu     | Südtirol    | 8     | 37    | 0.22  |
| 9    | Dennis Johnsen     | Cremonese   | 7     | 31    | 0.23  |
| 10   | Davis Mensah       | Mantova     | 7     | 35    | 0.2   |

### Autogoles
| Fecha | Jugador | Minuto | Local | Resultado | Visitante | Jornada |
| ----- | ------- | ------ | ----- | --------- | --------- | ------- |

| Datos actualizados a 28 de febrero de 2023 |

### Hat-tricks o pókers
Aquí se encuentra la lista de hat-tricks y póker de goles (en general, tres o más goles marcados por un jugador en un mismo encuentro) conseguidos en la temporada.
| Fecha | Jugador | Goles | Local | Resultado | Visitante | Jornada |
| ----- | ------- | ----- | ----- | --------- | --------- | ------- |

## Premios

### Premios mensuales
| Mes | Entrenador del mes | Entrenador del mes | Jugador del mes | Jugador del mes | Gol del mes | Gol del mes | Atajada del mes | Atajada del mes |
| Mes | Técnico            | Equipo             | Jugador         | Equipo          | Jugador     | Equipo      | Jugador         | Equipo          |
| --- | ------------------ | ------------------ | --------------- | --------------- | ----------- | ----------- | --------------- | --------------- |

## Fichajes

### Fichajes más caros del mercado de verano
| Jugador           | Club de destino | Club de origen    | Precio (€) | Ref.   |
| ----------------- | --------------- | ----------------- | ---------- | ------ |
| Jérémy Le Douaron | Palermo         | Stade Brestois    | 4.000.000  | [ 50 ] |
| Alexander Lind    | Pisa            | Silkeborg         | 4.000.000  | [ 51 ] |
| Gennaro Borrelli  | Brescia         | Frosinone         | 3.500.000  | [ 52 ] |
| Mehdi Léris       | Pisa            | Stoke City        | 3.000.000  | [ 53 ] |
| Estanis Pedrola   | Sampdoria       | Barcelona         | 3.000.000  | [ 54 ] |
| Antonio Čolak     | Spezia          | Parma             | 2.500.000  | [ 55 ] |
| Gennaro Tutino    | Cosenza         | Parma             | 2.500.000  | [ 56 ] |
| Adrian Šemper     | Pisa            | Como              | 2.500.000  | [ 57 ] |
| Pedro Mendes      | Modena          | Ascoli            | 2.200.000  | [ 58 ] |
| Tommaso Barbieri  | Cremonese       | Juventus Next Gen | 2.000.000  | [ 59 ] |

| Datos actualizados a 23 de septiembre de 2024. Fuentes: |

### Fichajes más caros del mercado de invierno
| Jugador             | Club de destino | Club de origen | Precio (€) | Ref.   |
| ------------------- | --------------- | -------------- | ---------- | ------ |
| Joel Pohjanpalo     | Palermo         | Venezia        | 4.750.000  | [ 60 ] |
| Laurs Skjellerup    | Sassuolo        | Göteborg       | 3.600.000  | [ 61 ] |
| Giangiacomo Magnani | Palermo         | Hellas Verona  | 600.000    | [ 62 ] |
| Francesco Folino    | Cremonese       | Juve Stabia    | 600.000    | [ 63 ] |

| Datos actualizados a 21 de febrero de 2025. Fuentes: |